# Rua do Oratório
A Rua do Oratório, no município de São Paulo, é pavimentada, tem duas pistas para veículos e transito intenso. É trajeto de diversas linhas de ônibus. Seus 3.700 metros é parte de uma estrada da qual se tem notícias desde o século XVIII, mas que, provavelmente, tenha tido origem em época mais distante, como trilha indígena. Ela figura nos mapas que mostram a urbanização de vários bairros da região sudeste, dentre os quais se destacam o da Mooca, onde ela tem seu início, partindo da Rua da Mooca; e o da Vila Prudente, onde termina, na Rua do Orfanato.

## Resenha histórica
O povoamento de São Paulo foi polinuclear e descontínuo, feito a partir de diversos pequenos aglomerados, espalhados por todo o território. A região onde atualmente se encontram os municípios de Santo André, São Bernardo, São Caetano e Mauá, pertencia a São Paulo e ali havia duas fazendas pertencentes aos monges Beneditinos: a Fazenda de São Bernardo e a Fazenda de São Caetano. Também havia a Fazenda do Oratório, que pertencia à ordem religiosa dos Carmelitas. Um local consagrado a orações, designado "oratório", existente entre a sede dessa fazenda e o rio que atravessava suas terras, deu origem ao nome da fazenda, do rio e da estrada que passava por ali. Antes disso, no ano de 1571, as terras da região foram concedidas, por carta de sesmaria, ao ouvidor Amador de Medeiros.
Pouca informação existe sobre a construção de capelas e oratórios em propriedades rurais, mas sabe-se que dependiam de autorização da Igreja Católica, que só a concedia a pessoas de reconhecido valor. As capelas estavam sujeitas à fiscalização do poder temporal, ou seja: eram bens inalienáveis, indivisíveis que estavam sujeitos às leis administrativas e políticas da Igreja. Os oratórios particulares, por sua vez, estavam sujeitos apenas às leis da disciplina sagrada.
Em meados do século XIX, a região era um importante ponto de ligação entre o litoral e o núcleo da cidade de São Paulo. Da Calçada do Lorena, inaugurada em 1792, que passava pela Serra do Mar ligando o Porto de Santos a São Paulo, partiam diversos caminhos, como o do Oratório, o do Vergueiro, o do Pilar, e outros. Esses caminhos eram abertos espontaneamente, sem nenhum planejamento, por tropeiros que faziam o abastecimento da cidade com produtos vindos da Europa, e também por moradores das áreas rurais; pois a produção paulistana era para o consumo interno.

## História
A Rua do Oratório teve seu nome oficializado pela Lei Municipal 4776 de 24 de agosto de 1955. A Estrada do Oratório, que lhe deu origem, seguia até o Córrego do Oratório, na divisa com o município de Santo André; conforme nos mostra a Planta da Cidade de São Paulo, de 1924. Seu nome foi alterado diversas vezes, em diferentes trechos. Para alguns habitantes das regiões mais próximas do núcleo da cidade, essa estrada podia ser a da Invernada, porque era esse o nome que se dava àquelas áreas, nas encostas das colinas, cercadas por riachos, onde se deixava os animais pastando livremente; muito comuns na região da Vila Prudente, onde havia o Sítio da Invernada. Na planta de loteamento da Vila Prudente, de 1890, é com o nome de Estrada da Invernada que ela aparece, limitando um dos lados da área loteada. Mais tarde, na Planta Geral da Capital de São Paulo, de 1897, o mesmo trecho aparece com dois nomes de origem indígena: Rua Votorantim e Rua Avanhandava. No início do século XX ela voltou a se chamar Estrada do Oratório, mas, nas proximidades da Rua da Mooca, ela já figura com o nome Rua do Oratório.
No final do século XIX, as regiões da Mooca e Vila Prudente passavam por um forte processo de urbanização. Antigas áreas, onde havia fazendas e sítios, foram loteadas, dando origem a vilas operárias. Muitas ruas novas foram abertas e antigas estradas foram retificadas e renomeadas. Em 1893, a fazenda de Victor Nothmann, que ficava a uns três quilômetros da Vila Prudente, foi loteada, dando origem à Vila Ema. Uma nova estrada, dando acesso a essa vila, foi aberta com o nome de Estrada de Vila Ema, embora, no mapa de 1897, ainda não apareça o seu arruamento.
Nas primeiras décadas do século XX, o trecho da Estrada do Oratório que ia, aproximadamente, do quilômetro 3,7 ao 5,0, foi desmembrado e incorporado à Estrada de Vila Ema, ficando a via dividida em duas partes: a primeira, que deu origem à Rua do Oratório, e a segunda, que deu origem à Avenida do Oratório, no Parque São Lucas. Numa Planta da Cidade de São Paulo, de 1943, organizada pela Repartição de Eletricidade da The São Paulo Tramway Light & Power Co.Ltd., é possível ver a cisão da estrada e a região do São Lucas bastante urbanizada.

## Curiosidades

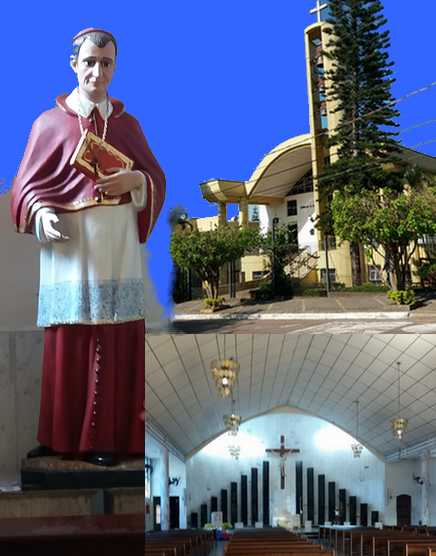
Igreja de São Carlos Borromeu

No ano de 1955, quando o nome da rua foi oficializado, ainda era possível ver, ocupando a última quadra do lado direito, o imponente casarão do Orfanato Cristóvão Colombo. Nesse orfanato viveu e trabalhou Madre Assunta Marchetti, que foi beatificada em 25 de outubro de 2014.
O casarão continua no mesmo lugar, com seus três andares, paredes com 1 m de espessura, e muita coisa original, do início do século XX. Os restos mortais de Madre Assunta estão na capela do prédio. Quem transita pela Rua do Oratório, ou por qualquer outra das duas ruas que o circundam, dificilmente conseguirá avistar o prédio, que se encontra escondido atrás de edificações que abrigam oficinas, estacionamentos e estabelecimentos comerciais. A viela que lhe da acesso fica na Rua do Orfanato, mas, nem mesmo ela é de fácil percepção. O orfanato, que abrigava meninas, deu lugar a uma escola, administrada pelo Instituto Cristóvão Colombo e uma parte de seu terreno foi cedida para construção da Igreja de São Carlos Borromeu, que teve sua primeira missa celebrada em 08 de novembro de 1969.